# ドバイの人口動態
ドバイの人口は、210万9,274人である。移住人口のおよそ85%（首長国全体では71%）は、インド人、パキスタン人、フィリピン人、バングラデシュ人、スリランカ人などのアジア人である。ドバイの総人口の約3%は、「欧米人」である。さらに、人口の16%（288,000人）は仕事のために集団で生活しており、国籍や人種が判明していないが、主にアジア人だと考えられている。首長国の平均年齢は約27歳で、2005年の出生率は約13.6%、死亡率は約1%だった。

## 言語
ドバイの公用語はアラビア語だが、事実上の共通語は英語である。ヒンディー語、タミル語、マレーシア語、パンジャーブ語、タガログ語、ペルシャ語、ウルドゥー語、ベンガル語、中国語もよく使用されている。

## 宗教
アラブ首長国連邦暫定憲法の7条では、イスラム教が公式に国教とされている。スンナ派モスクのおよそ95％は政府の基金・補助金によるものであり、全てのスンナ派イマームを雇っている。スンナ派モスクの残り5％は完全に私設されたものであり、いくつかの大きなモスクは独自の基金を持っている。政府はスンナ派、シーア派のモスクやイマームに宗教的説教のガイダンスを配布しており、政治的内容をすべて監視している。シーア派はアラブ首長国連邦出身人口の10%-20%を占めている。シーア派の少数派は独自のモスクを維持し、礼拝している。全てのシーア派モスクは私設で、政府から基金を受け取っていないと考えられている。アラブ首長国内では、シーア派イマームは政府による任命のみ行われている。ドバイのシーア派ムスリムは、シーア派の裁判よりも特別シーア派裁判所を通したシーア派家族法に従っている。
ドバイはヒンドゥー教、キリスト教、仏教、シク教など、多くの移民を抱えている。非ムスリムグループは彼ら独自の礼拝施設を所有しており、土地利用の申請をし、建設認可を受けると、そこで宗教活動が自由に行うことができる。独自の建物を所有していないグループは私設の他の宗教機関・礼拝所を利用しなければならない。アラブ首長国では連邦レベルで公式に宗教グループに認可を与えることをせず、個々の首長国が自治的に公式な宗教として認めている。実例として、ドバイは1993年に末日聖徒イエス・キリスト教会に法的な地位を認めた。また、ドバイは、ヒンドゥー寺院やシクグルドワラが唯一存在する首長国である。
2001年上旬、ジュベル・アリの一角に、プロテスタントとカトリック教会のために、ドバイ政府によりいくつかの教会が提供されることになったが、建設中に土地が破壊された。ドバイで初となるギリシャ正教会の建設は、2005年の終わりに始まった。教会を建設する土地は、政府がドバイのギリシャ正教会団体に寄贈した。
ドバイ政府から非ムスリムグループへの金銭的支援では、共同墓地を含む教会および他の宗教施設の建設用に寄贈する土地が限られている。彼らは海外から金銭的支援を受け、予算を増やす許可を受けた。非ムスリム宗教グループは、公然と宣伝活動を行うことが許されているが、改宗や宗教的な文学の配布は厳しく禁止され、イスラムに対しての攻撃行為だとして犯罪起訴、拘束、国外追放することもあり得る。